# Autry-Issards
Autry-Issards é uma comuna francesa na região administrativa de Auvérnia-Ródano-Alpes, no departamento Allier. 